# Benevento Calcio 2013-2014
Questa voce raccoglie le informazioni riguardanti il Benevento Calcio nelle competizioni ufficiali della stagione 2013-2014.

## Stagione
Nella stagione 2013-2014 il Benevento disputa il sesto campionato consecutivo in Lega Pro Prima Divisione, e il ventunesimo nella storia del club in Serie C1/Lega Pro Prima Divisione. La squadra inizia la stagione con alla guida Fabio Brini, con il quale viene eliminata al terzo turno della Coppa Italia dalla Sampdoria per 2-0, e al secondo turno della Coppa Italia Lega Pro dall'Ischia per 1-0. A gennaio subentra l'allenatore Guido Carboni, con il quale il Benevento conclude il campionato al settimo posto con 51 punti nel girone B, ottenendo la qualificazione ai Play-off. Sono stati promossi il Perugia diretto ed il Frosinone che ha vinto i Play-off. Il Benevento nei quarti degli spareggi ha superato (1-2) il Catanzaro, nelle semifinali ha pareggiato al Vigorito (1-1) con il Lecce, perdendo il ritorno al Via del Mare (2-0). Con 19 reti il napoletano Felice Evacuo è stato il miglior marcatore delle streghe, delle quali 3 firmate in Coppa Italia e 16 realizzate in campionato.

## Divise e sponsor
Lo sponsor tecnico per la stagione 2013-2014 è Legea, mentre lo sponsor ufficiale è Italian Vento Power Corporation.
| Casa | Trasferta | Trasferta |

## Organigramma societario
Area direttiva
- Presidente: Oreste Vigorito
- Vice presidente: Diego Palermo
- Amministratore delegato: Ferdinando Renzulli
- Direttore generale: Tonino Loschiavo

Area organizzativa
- Segretario generale: Giovanni Mastrangeli
- Team manager: Alessandro Cilento

Area comunicazione
- Responsabile: Iris Travaglione

Area tecnica
- Direttore tecnico: Salvatore Di Somma
- Allenatore: Guido Carboni, da gennaio Fabio Brini
- Allenatore in seconda: Gabriele Baldassarri
- Preparatore atletico: Alessandro Ciullini
- Preparatore dei portieri: Sebastiano Aprile

Area sanitaria
- Responsabile: Marino Luciano
- Medici sociali: Raffaele Fuiano, Walter Giorgione

## Rosa
| N. |                    | Ruolo | Calciatore          |
| -- | ------------------ | ----- | ------------------- |
|    | Italia (bandiera)  | P     | Paolo Baiocco       |
|    | Italia (bandiera)  | P     | Riccardo Piscitelli |
|    | Italia (bandiera)  | P     | Alessio Zummo       |
|    | Croazia (bandiera) | D     | Vedran Celjak       |
|    | Italia (bandiera)  | D     | Stefano Dicuonzo    |
|    | Italia (bandiera)  | D     | Johad Ferretti      |
|    | Italia (bandiera)  | D     | Andrea Mengoni      |
|    | Italia (bandiera)  | D     | Luca Milesi         |
|    | Italia (bandiera)  | D     | Emanuele Padella    |
|    | Italia (bandiera)  | D     | Andrea Signorini    |
|    | Camerun (bandiera) | D     | Thomas Som          |
|    | Ghana (bandiera)   | C     | Daniel Kofi Agyei   |
|    | Italia (bandiera)  | C     | Giovanni Cristofari |
|    | Italia (bandiera)  | C     | Guido Davì          |

| N. |                            | Ruolo | Calciatore          |
| -- | -------------------------- | ----- | ------------------- |
|    | Italia (bandiera)          | C     | Andrea Doninelli    |
|    | Italia (bandiera)          | C     | Carlo De Risio      |
|    | Italia (bandiera)          | C     | Guido Di Deo        |
|    | Rep. Dominicana (bandiera) | C     | Vinicio Espinal     |
|    | Senegal (bandiera)         | C     | Mamadou Kanoute     |
|    | Italia (bandiera)          | C     | Marco Mancosu       |
|    | Italia (bandiera)          | C     | Fabrizio Melara     |
|    | Paraguay (bandiera)        | C     | José Montiel        |
|    | Italia (bandiera)          | A     | Alessio Campagnacci |
|    | Italia (bandiera)          | A     | Felice Evacuo       |
|    | Italia (bandiera)          | A     | Matteo Di Piazza    |
|    | Italia (bandiera)          | A     | Simone Guerra       |
|    | Italia (bandiera)          | A     | Maikol Negro        |

## Risultati

### Lega Pro Prima Divisione - Girone B

#### Girone di andata
| Arbitro: | Greco (Lecce) |

|                           |           |                |
| Mengoni 19’ Buonaiuto 53’ | Marcatori | 63’ Nascimento |

| Arbitro: | Serra (Torino) |

|            |           |            |
| Giovio 41’ | Marcatori | 78’ Di Deo |

| Arbitro: | Dei Giudici (Latina) |

|                                                  |           |             |
| M. Mancosu 30’ Evacuo 45’ 75’ (rig.) Mengoni 67’ | Marcatori | 70’ Miccoli |

| 22 settembre 2013 8ª giornata |  | – Turno di riposo Benevento |  |  |

| Arbitro: | Lanza (Nichelino) |

|                          |           |              |
| Grassi 58’ Arrighini 84’ | Marcatori | 83’ Altinier |

| Arbitro: | Caso (Verona) |

|             |           |  |
| Montiel 73’ | Marcatori |  |

| Arbitro: | Fiore (Barletta) |

|                            |           |                              |
| Evacuo 10’ Campagnacci 45’ | Marcatori | 30’ Malaccari 42’ Caccavallo |

| Arbitro: | Abisso (Palermo) |

|            |           |                  |
| Evacuo 26’ | Marcatori | 58’ Scognamiglio |

| Arbitro: | Pezzuto (Lecce) |

|                |           |                   |
| M. Mancosu 59’ | Marcatori | 45+1’, 66’ Guazzo |

| Frosinone 3 novembre 2013, ore 14:30 CET 10ª giornata | Frosinone         | 0 – 0 referto | Benevento | Stadio comunale Matusa (2.500 spett.)\| Arbitro: \| Sacchi (Macerata) \| |
| Arbitro:                                              | Sacchi (Macerata) |               |           |                                                                          |

| Arbitro: | Cifelli (Campobasso) |

|                     |           |            |
| Provedel 90’ (aut.) | Marcatori | 69’ Caputo |

| Arbitro: | Baroni (Firenze) |

|                            |           |                              |
| Frediani 14’ Del Pinto 19’ | Marcatori | 86’ (rig.) Evacuo 94’ Di Deo |

| Arbitro: | Mainardi (Bergamo) |

|                                                      |           |                         |
| Campagnacci 21’ Buonaiuto 22’ Mengoni 27’ Evacuo 60’ | Marcatori | 74’ Cicerelli 84’ Ilari |

| Arbitro: | Fiore (Barletta) |

|              |           |  |
| Russotto 26’ | Marcatori |  |

| Arbitro: | Serra (Torino) |

|                          |           |  |
| Buonaiuto 59’ Evacuo 71’ | Marcatori |  |

| Arbitro: | Caso (Verona) |

|                         |           |               |
| Romeo 17’ Vannucchi 30’ | Marcatori | 90+2’ Mengoni |

| Arbitro: | Bellotti (Verona) |

|                                         |           |  |
| Altinier 4’ Evacuo 49’ M. Mancosu 90+4’ | Marcatori |  |

#### Girone di ritorno
| Arbitro: | Pagliardini (Arezzo) |

|                |           |                       |
| Panariello 72’ | Marcatori | 24’ Cristian Altinier |

| Arbitro: | D'Angelo (Ascoli Piceno) |

|                           |           |                            |
| Montiel 21’ Negro 55’ 64’ | Marcatori | 31’ Marotta 35’ (aut.) Som |

| Arbitro: | Rocca (Vibo Valentia) |

|                      |           |  |
| Amodio 15’ Diniz 32’ | Marcatori |  |

| 26 gennaio 2014 21ª giornata |  | – Turno di riposo Benevento |  |  |

| Arbitro: | Piccinini (Forlì) |

|  |           |                             |
|  | Marcatori | 60’ Mengoni 70’, 89’ Evacuo |

| Nocera Inferiore 9 febbraio 2014 23ª giornata | Nocerina | 0 – 3 | Benevento | Stadio San Francesco d'Assisi |

| Arbitro: | Ranaldi (Tivoli) |

|  |           |                                     |
|  | Marcatori | 7’ Mengoni 34’ Signorini 36’ Melara |

| Perugia 23 febbraio 2014, ore 14.30 CET 25ª giornata | Benevento       | 0 – 0 referto | Perugia | Stadio Renato Curi\| Arbitro: \| Brasi (Seregno) \| |
| Arbitro:                                             | Brasi (Seregno) |               |         |                                                     |

| Arbitro: | Illuzzi (Molfetta) |

|                                      |           |           |
| Mendicino 90+1’ (rig.) Gustavo 90+4’ | Marcatori | 15’ Negro |

| Arbitro: | Ros (Pordenone) |

|             |           |               |
| Padella 73’ | Marcatori | 45+1’ Curiale |

| Arbitro: | Piccinini (Forlì) |

|                             |           |                         |
| Napoli 18’ (rig.) Forte 36’ | Marcatori | 61’ Guerra 90+5’ Melara |

| Arbitro: | Abisso (Palermo) |

|  |           |              |
|  | Marcatori | 92’ De Sousa |

| Arbitro: | Martinelli (Roma) |

|           |           |                                                          |
| Ilari 55’ | Marcatori | 11’, 23’ M. Mancosu 67’, 88’ Evacuo 70’ Negro 86’ Di Deo |

| Benevento 6 aprile 2014, ore 15:00 CEST 31ª giornata | Benevento      | 0 – 0 referto | Catanzaro | Stadio Ciro Vigorito (5000 spett.)\| Arbitro: \| Serra (Torino) \| |
| Arbitro:                                             | Serra (Torino) |               |           |                                                                    |

| Arbitro: | Lanza (Nichelino) |

|  |           |                               |
|  | Marcatori | 2’, 63’ Melara 28’ M. Mancosu |

| Arbitro: | Tardino (Milano) |

|                                           |           |                   |
| Melara 15’ M. Mancosu 18’ Campagnacci 66’ | Marcatori | 10’, 69’ Matteini |

| Arbitro: | Capilungo (Lecce) |

|                                                 |           |                      |
| M. De Agostini 43’ Pisanu 82’ (rig.) Bagnai 90’ | Marcatori | 40’, 42’, 45’ Evacuo |

#### Play-Off
| Arbitro: | Pezzuto (Lecce) |

|                  |           |                        |
| D. Germinale 37’ | Marcatori | 15’ Melara 72’ Padella |

| Arbitro: | Sacchi (Macerata) |

|                |           |             |
| M. Mancosu 65’ | Marcatori | 37’ Miccoli |

| Arbitro: | Ros (Pordenone) |

|                               |           |  |
| Ferreira Pinto 20’ Zigoni 87’ | Marcatori |  |

### Coppa Italia
| Arbitro: | D'Angelo (Ascoli Piceno) |

|                                                     |           |  |
| Montiel 3’ Evacuo 10’, 90+2’ (rig.) Campagnacci 19’ | Marcatori |  |

| Arbitro: | Cervellera (Taranto) |

|  |           |                        |
|  | Marcatori | 47’ Montiel 58’ Evacuo |

### Coppa Italia Lega Pro

#### Fase a eliminazione diretta
| Arbitro: | Ceccarelli (Rimini) |

|                                         |                      |                                            |
| Patierno 77’ Scipioni 83’               | Marcatori            | 36’ Altinier 51’ Buonaiuto                 |
| Bernardo Di Paolantonio Scipioni Pacini | Tiri di rigore 3 – 5 | Altinier De Risio Agyei Ferretti Buonaiuto |

| Arbitro: | Balice (Termoli) |

|            |           |  |
| Masini 53’ | Marcatori |  |